# Живанівка
Жива́нівка — село в Україні, у Компаніївській селищній громаді Кропивницького району Кіровоградської області. Населення становить 393 осіб. До 2020 орган місцевого самоврядування — Компаніївська селищна рада.

## Населення
Згідно з переписом УРСР 1989 року чисельність наявного населення села становила 567 осіб, з яких 247 чоловіків та 320 жінок.
За переписом населення України 2001 року в селі мешкало 538 осіб.

### Мова
Розподіл населення за рідною мовою за даними перепису 2001 року:
| Мова       | Відсоток |
| ---------- | -------- |
| українська | 93,87 %  |
| російська  | 1,67 %   |
| молдовська | 1,30 %   |
| польська   | 0,19 %   |
| інші       | 2,97 %   |